# イングランド・イズ・マイン モリッシー, はじまりの物語
『イングランド・イズ・マイン モリッシー, はじまりの物語』（原題：England Is Mine）は、2017年制作のイギリス映画。
痛烈な言葉と独自の音楽性で1980年代のイギリスの音楽シーンを席巻したバンド「ザ・スミス」のボーカリストスティーヴン・モリッシーの「ザ・スミス」結成前の苦闘の日々を描いた音楽青春映画。

## キャスト
- スティーヴン・モリッシー：ジャック・ロウデン[4]
- リンダー・スターリング：ジェシカ・ブラウン・フィンドレイ[5]
- クリスティーン：ジョディ・カマー
- エリザベス・モリッシー：シモーヌ・カービー
- アンジー・ハーディー：キャサリン・ピアース
- ジョニー・マー：ローリー・キナストン
- ビリー・ダフィー：アダム・ローレンス
- ピーター・モリッシー：ピーター・マクドナルド
- ジャクリーン・モリッシー：ヴィヴィアン・ベル
- Mr.レナード：グレイム・ハウリー
- ダレン：フィニー・キャシディ